# Esterházy Ferenc (tárnokmester)
Gróf Esterházy Ferenc (Pápa, 1683. szeptember 19. –‎ Szentmargita, 1754. november 25., 1754. október 22. vagy 1758) magyar főnemes, 1746-tól haláláig tárnokmester.

## Élete
Esterházy Ferenc gróf (megh. 1747) fia. Számos közjogi tisztséget betöltött élete során, így volt Borsod vármegye főispánja, magyar király helytartósági tanácsos, szeptemvir, főlovászmester, majd 1746-tól tárnokmester. 1741-ben a dunáninneni seregnek a vezére, tábornagy és egy huszárezred tulajdonosa.